# Giovanni di Valois (1398-1417)
Giovanni di Valois (Parigi, 31 agosto 1398 – Compiègne, 5 aprile 1417) è stato un principe francese e delfino di Francia dal 1415 al 1417.

## Biografia
Era il quarto figlio maschio del re Carlo VI di Francia e di Isabella di Baviera, figlia di Stefano III di Baviera e di Taddea Visconti.
Alla sua nascita la dinastia reale dei Valois poteva contare su altri due eredi maschi: Carlo, nato nel 1392, e Luigi, nato un anno prima di Giovanni.
Con la morte prematura di Carlo, avvenuta nel 1401, e poi di Luigi, nel 1415, il titolo di Delfino di Francia passò nelle mani di Giovanni che lo mantenne fino alla morte.
Nel 1415 sposò Giacomina di Hainaut, figlia del conte d'Olanda, Zelanda e Hainaut, Guglielmo II di Baviera-Straubing.
Ebbe i titoli di duca di Turenna, duca di Berry e conte di Poitiers e Ponthieu.
Morì nel 1417 probabilmente avvelenato.
Il titolo passò al fratello Carlo, che divenne nel 1422 re di Francia alla morte di Carlo VII.

## Ascendenza
|                        |                       |                           | Genitori                  |  |  | Nonni |  |  | Bisnonni               |  |  | Trisnonni             |  |
|                        |                       |                           |                           |  |  |       |  |  | Giovanni II di Francia |  |  | Filippo VI di Francia |  |
|                        |                       |                           |                           |  |  |       |  |  | Giovanni II di Francia |  |  | Filippo VI di Francia |  |
|                        |                       | Giovanna di Borgogna      |                           |  |  |       |  |  | Giovanni II di Francia |  |  |                       |  |
| Carlo V di Francia     |                       |                           |                           |  |  |       |  |  | Giovanni II di Francia |  |  |                       |  |
|                        |                       | Bona di Lussemburgo       | Giovanni I di Lussemburgo |  |  |       |  |  |                        |  |  |                       |  |
|                        |                       | Bona di Lussemburgo       | Giovanni I di Lussemburgo |  |  |       |  |  |                        |  |  |                       |  |
|                        |                       | Bona di Lussemburgo       | Elisabetta di Boemia      |  |  |       |  |  |                        |  |  |                       |  |
| Carlo VI di Francia    |                       | Bona di Lussemburgo       |                           |  |  |       |  |  |                        |  |  |                       |  |
|                        |                       | Pietro I di Borbone       | Luigi I di Borbone        |  |  |       |  |  |                        |  |  |                       |  |
|                        |                       | Pietro I di Borbone       | Luigi I di Borbone        |  |  |       |  |  |                        |  |  |                       |  |
|                        |                       | Pietro I di Borbone       | Maria di Avesnes          |  |  |       |  |  |                        |  |  |                       |  |
| Giovanna di Borbone    |                       | Pietro I di Borbone       |                           |  |  |       |  |  |                        |  |  |                       |  |
|                        |                       | Isabella di Valois        | Carlo di Valois           |  |  |       |  |  |                        |  |  |                       |  |
|                        |                       | Isabella di Valois        | Carlo di Valois           |  |  |       |  |  |                        |  |  |                       |  |
|                        |                       | Isabella di Valois        | Mahaut di Châtillon       |  |  |       |  |  |                        |  |  |                       |  |
| Giovanni di Valois     |                       | Isabella di Valois        |                           |  |  |       |  |  |                        |  |  |                       |  |
|                        | Stefano II di Baviera | Ludovico il Bavaro        |                           |  |  |       |  |  |                        |  |  |                       |  |
|                        | Stefano II di Baviera | Ludovico il Bavaro        |                           |  |  |       |  |  |                        |  |  |                       |  |
|                        | Stefano II di Baviera | Beatrice di Slesia-Glogau |                           |  |  |       |  |  |                        |  |  |                       |  |
| Stefano III di Baviera | Stefano II di Baviera |                           |                           |  |  |       |  |  |                        |  |  |                       |  |
|                        |                       | Isabella d'Aragona        | Federico III di Aragona   |  |  |       |  |  |                        |  |  |                       |  |
|                        |                       | Isabella d'Aragona        | Federico III di Aragona   |  |  |       |  |  |                        |  |  |                       |  |
|                        |                       | Isabella d'Aragona        | Eleonora d'Angiò          |  |  |       |  |  |                        |  |  |                       |  |
| Isabella di Baviera    |                       | Isabella d'Aragona        |                           |  |  |       |  |  |                        |  |  |                       |  |
|                        |                       | Bernabò Visconti          | Stefano Visconti          |  |  |       |  |  |                        |  |  |                       |  |
|                        |                       | Bernabò Visconti          | Stefano Visconti          |  |  |       |  |  |                        |  |  |                       |  |
|                        |                       | Bernabò Visconti          | Valentina Doria           |  |  |       |  |  |                        |  |  |                       |  |
| Taddea Visconti        |                       | Bernabò Visconti          |                           |  |  |       |  |  |                        |  |  |                       |  |
|                        |                       | Beatrice della Scala      | Mastino II della Scala    |  |  |       |  |  |                        |  |  |                       |  |
|                        |                       | Beatrice della Scala      | Mastino II della Scala    |  |  |       |  |  |                        |  |  |                       |  |
|                        |                       | Beatrice della Scala      | Taddea da Carrara         |  |  |       |  |  |                        |  |  |                       |  |
|                        |                       | Beatrice della Scala      |                           |  |  |       |  |  |                        |  |  |                       |  |